# Geni.com
Geni.com is een Amerikaans commerciële sociaal netwerk- en genealogiewebsite gelanceerd in 2007. De website wordt beschouwd als een van 's werelds grootste samenwerkingsplatforms voor genealogie. Tegen 2008 was Geni.com een van de belangrijkste websites achter een natuurlijk samenwerkingsverband van genealogen om een grote familiestamboom te creëren.

## Geschiedenis
Geni inc. het bedrijf achter geni.com werd in juni 2006 opgericht en sinds 2007 is de website online raadpleegbaar Onder de oprichters bevonden zich oud-medewerkers van PayPal, Yahoo! Groups, eBay en Tribe. In november 2012 kocht concurrent MyHeritage de website. Al het personeel werd behouden en Geni bleef als eigen merk actief. In 2016 werd DNA data geïncorporeerd in de website op deze manier kunnen familiebanden bevestigd worden. In augustus 2017 had de database 11 miljoen gebruikersaccounts en profielen van 115 miljoen mensen.

## Ontvangst en belang
Geni wordt bekritiseerd voor het niet gebruiken van correcte bronnen bij het opstellen van de informatie. Sinds Geni echter het gebruik van correcte bronnen benadrukte en deze ook werden toegevoegd, wordt de website regelmatig geciteerd in academische publicaties en boeken. Verder bieden openbare bibliotheken toegang aan tot de betalende versie van de website. Er blijft echter nog steeds kritiek over de volledigheid en correctheid van de website. Zo liet Israel Pickholtz, in 2015, zich kritisch uit in een opiniestuk op Avotaynu Online over collaborative genealogy-websites, waar hij Geni.com toe rekent. Hij identificeerde verschillende risico's waaronder het van andere websites kopiëren van foutieve informatie en het idee dat genealogen controle willen houden over hun eigen werk. Hij noemde dit soort websites bruikbaar maar ze moeten niet over genealogen heen walsen wanneer zij dit soort websites niet willen gebruiken: "Geni and sites similar to it are useful, but we must not allow them to ride roughshod over those of us who prefer not to use them as a repository for our work." Volgens Pickholtz wordt het volhouden van deze houding steeds moeilijker door de geïmpliceerde druk van Geni.com dat collaboratieve sites in de toekomst belangrijker gaan worden. Hij ziet online stambomen, voortgekomen uit collaboratieve websites, als een van vele hulpmiddelen om onderzoek te doen maar waarschuwt dat ze niet als een standaard beschouwd moeten worden. Naast bovenstaande kritiek zijn er ook vragen over privacyschending bij websites zoals Geni.com.
Geni.com wordt gebruikt door wetenschappers en academici voor genetisch, antropologisch en sociologisch onderzoek. Door de immense data op Geni.com wordt de website aanzien als een belangrijke sociale media website. Auteur A. J. Jacobs refereert naar de website voor zijn boek It's All Relative: Adventures Up and Down the World's Family Tree en werkte samen met de website voor zijn Global Family Reunion in 2015
In 2017 gebruikte een internationaal team van wetenschappers onder leiding van Yaniv Erlich de, toen, 86 miljoen aanwezige publieke profielen om de grootste stamboom ooit te maken. De stamboom bestaat uit een familieverband tussen 13 miljoen profielen over een tijdspanne van 600 jaar. Dit werk, deels gefinancierd door het NIH, en gepubliceerd in het toonaangevend wetenschapsmagazine Science is een van de grootste crowdsourcing projecten. Het werk van Erlich werd o.a. gebruikt om de dispersie van genen te bestuderen die belangrijk zijn voor de levensverwachting.